# Панфилов, Дмитрий Викторович
Дмитрий Викторович Панфилов (26 сентября 1923, Саратов — 28 февраля 1995, Москва) — советский энтомолог, палеонтолог, эколог и зоогеограф, кандидат биологических наук (1952), разрабатывал вопросы эволюционной биогеографии. Был крупнейшим в СССР специалистом по семейству Пчёлы настоящие, особенно роду Шмели, описал 12 новых видов и 1 новый род, опубликовал сводку по пчелиным Евразии (1968).

## Биография
Родился 26 сентября 1923 года в городе Саратов. По другим данным родился — 21 октября 1923 года
В дошкольном возрасте вместе с родителями переехал в Москву, где в 1941 году окончил среднюю школу на Масловке
11 августа 1941 года был призван Октябрьским РВК в Красную армию, окончил училище зенитной артиллерии. Воевал на Степном и 2-м Украинском фронтах. Участник битвы на Курской дуге (его имя отмечено на памятной доске Церкви в Прохоровке), и операции по форсированию Днепра. Демобилизован в 1944 году в звании лейтенант, после тяжёлого ранения (2 января 1944 года), лишился нескольких пальцев на правой руке, научился писать и отлично рисовать левой рукой.
В 1944—1949 годах учился на Биолого-почвенном факультете МГУ, затем в аспирантуре кафедры энтомологии.
Работал научным сотрудником в Зоологическом музее МГУ в секторе энтомологии (1952—1957), за ним сохранялось постоянное рабочее место в музее до 1972 года. В музее хранятся его сборы из Средней Азии, Кавказа, Китая, Мадагаскара, Африки и Кубы.
В 1952 году защитил кандидатскую диссертацию по теме: «Насекомые-опылители люцерны Сталинградской области», под руководством Евгения Сергеевича Смирнова.
В 1954—1963 годах — Сотрудник Лаборатории биогеографии Института географии (ИГ) АН СССР.
В 1963—1969 годах работал в Палеонтологическом институте АН СССР, занимался палеонтологией насекомых и палеогеографией (от юрский период).
Одновременно, читал курс лекций по зоологии беспозвоночных в МОПИ, курс «Введение в биологию» на Географическом факультете МГУ и вёл полевую практику на биологическом факультете МГУ.
В 1969 году вернулся в лабораторию биогеографии ИГ АН СССР / РАН.
В начале 1980-х годов подготовил докторскую диссертацию по географии и фауне пчелиных на территории СССР, но не стал её защищать. Рукопись «География населения пчелиных на территории СССР» хранится в Зоологическом музее МГУ.
Описал новые таксоны насекомых, среди них:
- род Macroocula Panfilov, 1954.
- вид Аптерогина волжская — Apterogyna volgensis Panfilov, 1954.

Участник научных экспедиций (по этикеткам сборов насекомых, хранящихся в Зоологическом музее МГУ): 1945—1957 — Московская область, 1945 — Тульские засеки, 1946 — Судзухинский заповедник, 1948 — Саратовская область, 1949—1952 — Камышин, 1950 — Самара, 1953—1955 — Западный Тянь-Шань и Иссык-Куль; 1953 — Туркменская ССР (Копет-Даг), 1956—1957 — Китай (Юньнань, Кантон), 1958—1960 — Казахская ССР, 1959—1962 — Северный Кавказ, Дагестан, Азербайджанская ССР, Армянская ССР, Грузинская ССР, 1964—1965 — Казахская ССР (Каратау), Таджикская ССР, Туркменская ССР (Бадхыз), Киргизская ССР, 1966 — Мадагаскар, Реюньон, Маврикий, 1967 — Куба, 1970 — Туркменская ССР.
Проводил сравнительно-географический анализ биоты и экосистем, рассматривал геологические закономерности историко-эволюционных процессов распространения насекомых.
Разрабатывал теории:
- связи эволюции, филогенеза, становления флор, фаун и исторического развития таксонов экосистем на основе геотектоники;
- биогеографической и палеогеографической роли Пацифиды;
- сопряженности абиотической и биотической иерархических систем жизни;
- возникновения жизни в текущих и стоячих водоемах и роль гравитационной волны в верхней мантии Земли;
- пропагандировал идеи прибрежного происхождения человека, в зоне литорали (см. Акватическая теория).

Увлекался археологией, коллекционировал поделочные камни, интересовался живописью и собрал коллекцию книг по искусству.
Скончался 28 февраля 1995 года в Москве, похоронен на Новодевичьем кладбище (участок 3, ряд 55, место 1).

## Семья
- Отчим — Михаил Иванович Поляков (1903—1978), график, член Союза художников.
- Мать — Валерия Николаевна Репникова (?—1974)[13], врач-микробиолог, эпидемиолог.
- Первая жена — Лена Викторовна Зимина (1925—2009) — энтомолог, специалист по двукрылым насекомым. В дальнейшем, супруга А. Н. Желоховцева[14]. Развелся с ней в 1954 г. и женился на М. В. Васильевой.
- Вторая жена — Маргарита Владимировна Васильева (1921—2001) — сотрудник Зоологического музея МГУ, биолог, специалист по грызунам.
  - Дочь — Мария Дмитриевна Панфилова (Коростелева) (р. 1955) — биохимик.

## Награды и премии
- 1947 — Орден Красной Звезды[15]
- 1985 — Орден Отечественной войны I степени[16].

## Членство в организациях
- 1939 — ВЛКСМ
- 1949 — МОИП
- Всесоюзное энтомологическое общество
- Секция по наземным беспозвоночным в Межведомственной комиссии по Красной книге СССР и РСФСР (опубликованы в 1983—1985).

## Память
В честь Д. В. Панфилова были названы таксоны вымерших насекомых, в том числе:
- семейство Panfiloviidae из отряда	Сетчатокрылые
- род Epipanfilovia
- род Panfilovia — типовой род семейства Panfiloviidae.

## Адреса
Жил в Москве на Верхней Масловке, 5 (до 1954); позднее — на Зубовской улице, 5/36.